# 鈴原希實
鈴原希實（すずはら のぞみ， 2002年11月1日 -）是日本的女性聲優。出生於宫崎縣 。事務所為Apollo Bay。是Liella! 的成员。

## 人物
從小學開始就憧憬偶像，會對在鏡子前跳舞和唱歌。但是，由於過去的一些苦澀經歷，她開始隱藏自己喜歡的事物，也覺得對於成為自己所憧憬的偶像是不現實的
之後，在電視上看了動畫《Love Live！》並成為了粉絲，参加了現場演唱會等活動。在這樣的情況下，她從2020年舉辦的《LoveLive! Series 9th Anniversary ラブライブ!フェス》上，得知將舉辦一場針對《Love Live! Superstar!!》企劃進行角色一般公開招募的試鏡，並决定参加 。結果，她以二期生的身份成功通過試鏡。然後，2022年，以櫻小路希奈子一角作為聲優正式出道 同時作為二期生加入《Liella!》 。
學生時代時，一本接一本地閱讀學校圖書館的書。興趣包含漫畫、探尋麵包店和卡牌遊戲。特長是書法，繪製女孩的插畫，且雙手靈巧 。喜歡的食物有冰淇淋和薯條等等 。

## 出演
* 主要角色以粗體顯示。

### 電視動畫
2022年
- Love Live! Superstar!!（第2期）（櫻小路希奈子[6] ）

2024年
- Love Live! Superstar!!（第3期）（櫻小路希奈子[7]）

### 遊戲
- Love Live! 學園偶像祭（2022-2023, 樱小路希奈子[8] ）
- Love Live! 學園偶像祭2 MIRACLE LIVE！ （2023年，樱小路希奈子[9] ）

### 廣播
※為網路放送。
- ラジオどっとあい 鈴原希実の週末なんしちょっと？[10] （2023年4月-， AG-ON※・超！ A&G+※)
- 鈴原希実のわたしの人生、のんフィクション。 [11] （2023 年 4 月 - Niconico頻道※）

## 唱片目錄
Liella!名義的活動請參照《Liella! 》

## 書籍

### 數位寫真集
- ラブリー（2023年2月2日，集英社，摄影：熊谷貴） [12]
- Sunny もしも今日が晴れたなら（2023年5月18日，集英社，攝影：是永日和） [13]

## 外部連結
- 铃原希實｜Apollo Bay （页面存档备份，存于）
- 鈴原希實的X（前Twitter）
- 鈴原希實的Instagram帳戶
- 鈴原希實的TikTok